# Глицерофосфат кальция
Глицерофосфа́т ка́льция (лат. calcii glycerophosphas) — кальциевая соль 1,2,3-пропантриол моногидрогенфосфата или дигидрогенфосфата.
Брутто-формула: C3H7CaO6P
Характеристика: белый кристаллический порошок без запаха, горьковатый на вкус. Растворим в разведённой соляной кислоте.
Фармакологическое действие: восполняет дефицит кальция, общеукрепляющее. Восстанавливает уровень кальция в организме, стимулирует анаболические процессы.
Показания: гипокальциемия, снижение общей сопротивляемости и тонуса при гипотрофии, переутомлении, истощении нервной системы, рахите.
Противопоказания: гиперчувствительность; гиперкальциемия; тромбоз; тромбофлебит; детский возраст до 2 лет.
Особые указания: рекомендуется сочетать с препаратами железа.
Способ применения и дозы: внутрь, взрослым — по 0,2—0,5 г, детям — по 0,05—0,2 г 2—3 раза в сутки.

## Применение
Используется в пищевой промышленности в качестве пищевой добавки E383.